# Paquita Tomàs
Francisca Tomàs Suau, más conocida como Paquita Tomàs (Palma de Mallorca, 1943 - Valencia, 7 de mayo de 2025), fue una cocinera española. Conocida por presentar un programa de televisión en la cadena autonómica IB3, llamado Sa bona cuina de Paquita Tomàs.

## Biografía
Su popularidad comenzó en el programa Un menú de 7 estrellas, de Antena 3, donde ganó un apartamento en el municipio alicantino de Torrevieja (1998). Posteriormente realizó el programa Planta Baixa, donde grababa desde su propia casa y atendía las llamadas en directo a través del teléfono.
Fue autora de varios libros de recetas: La cuina de sempre amb Paquita Tomàs, en cuatro idiomas: catalán, español, inglés y alemán.
Falleció en Valencia, el 7 de mayo de 2025, tras una larga enfermedad.